# Marija Pasjun
Marija Wassiljewna Pasjun (russisch Мария Васильевна Пазюн/ukrainisch Марія Василівна Пазюн Marija Wassyliwna Pasjun; * 17. Juli 1953 in Dsjunkiw, Oblast Winnyzja, Ukrainische SSR) ist eine ehemalige sowjetische Ruderin.  

## Leben
Die 1,80 m große Marija Pasjun von Lokomotive Kiew gewann ihre erste internationale Medaille bei den Weltmeisterschaften 1977, als sie mit dem sowjetischen Achter den zweiten Platz hinter dem DDR-Achter erreichte. Bei den Weltmeisterschaften 1978 ruderte sie in dem sowjetischen Achter, der nach drei Siegen des Bootes aus der DDR den ersten Titel in dieser Bootsklasse für die Sowjetunion gewann. Im Jahr darauf konnte der sowjetische Achter den Titel verteidigen. Bei den Olympischen Spielen in Moskau unterlag der sowjetische Achter gegen den Achter aus der DDR, der bei den Weltmeisterschaften 1978 und 1979 die Silbermedaille gewonnen hatte. 1981 gewann Pasjun ihren dritten Weltmeistertitel, dieses Mal vor dem US-Achter. 